# Nombre de Schiller
El nombre de Schiller {\displaystyle (Sch)} és un nombre adimensional utilitzat en la mecànica de fluids. S'utilitza per caracteritzar el desplaçament dels elements immersos en un fluid. Descriu la relació entre les forces viscoses i les forces inercials (representades pel nombre de Reynolds) i l'arrossegament de l'element submergit.
Aquest nombre rep el nom de Walter Schiller, enginyer alemany.
Es defineix de la manera següent:
{\displaystyle Sch=v\left({\frac {\rho _{f}}{g\nu (\rho _{s}-\rho _{f})}}\right)^{\frac {1}{3}}={\left({\frac {Re}{C_{D}}}\right)}^{\frac {1}{3}}}
amb :
- {\displaystyle v} = velocitat.
- {\displaystyle g} = acceleració gravitacional.
- {\displaystyle \nu } = viscositat cinemàtica.
- {\displaystyle \rho _{f}} = massa volúmica.
- {\displaystyle \rho _{s}} = massa volúmica.
- {\displaystyle Re} = nombre de Reynolds.
- {\displaystyle C_{D}} = coeficient d'arrossegament.